# Крадецът на праскови
 Тази статия е за филма.  За повестта вижте Крадецът на праскови (повест).  
„Крадецът на праскови“ е български игрален филм (драма) от 1964 година, по сценарий и режисура на Въло Радев. Оператор е Тодор Стоянов. Създаден е по едноименната повест на Емилиян Станев. Музиката във филма е композирана от Симеон Пиронков. В ролята на Иво Обретенович, който е сръбски военнопленник, е сръбският актьор Раде Маркович, а Елисавета е изиграна от Невена Коканова. Още по време на снимките на Тютюн, където Въло Радев е оператор, вижда Невена в образа на Елисавета, жената на строгия полковник Михаил, който се играе от актьора Михаил Михайлов.

## Сюжет
След Първата световна война във Велико Търново е организиран лагер за военнопленници. Охраната е слаба, а пазачите и затворниците са в близки приятелски отношения.
Иво Обретенович (Раде Маркович) е подпоручик от сръбската армия – пленник в лагера. При опита си да набере малко праскови от градината на коменданта се запознава със съпругата му – Елисавета (Невена Коканова). Свободата и щастието са двете водещи теми. В началото виждаме Елисавета като угнетена жена. Тя се е примирила със съдбата си. Съпругът и, полковникът, който се прибира всяка вечер и мие ръцете си по един и същи начин и разказва монотонно новините от деня. Елисавета е като птица в клетка, която се е оставила в ръцете на властния си съпруг. Тя е жена на средна възраст, която е загубила красотата си. А някога е била най-желаната компания по празненствата, най-красивата жена. В поредния летен следобед, тя чува звънеца от градината. Когато отива, вижда един раздърпан и мургав мъж, който си е откъснал от прасковите. От този момент между двамата пламва любов. Тайните срещи между Иво и Елисавета са откъсване от мъчната действителност. Угнетената жена, която виждаме в първите сцени тук е изцяло променена. Елисавета отново започва да живее. Но не след дълго щастието и ще бъде огорчено, когато Иво бъде прострелян. Животът за нея също ще приключи.

## Съпоставка между филма и повестта
Повестта започва с живописно описание на Търново. Разказвачът е млад човек, който се е върнал в Търново, където с умиление си спомня за бащината си къща, която е продал. Вторият разказвач е старият учител, чиято вила е съседна на лозето на полковника и на лозето на първия разказвач. Но във филма началната картина е изместена от каменни кръстове, черни забрадки, епидемии и военнопленническия лагер. Образът на Иво Обретенович в повестта е описан с няколко думи: ”Краката му бяха боси и одраскани. Беше мургав и колкото да бе отпаднал и нечист, личеше че е хубав мъж. Къдравите му, отдавна неподстригани, смолисточерни коси и неговите големи очи, които гладът беше направил блестящи, му придаваха вид на избягал каторжник”. Във филма биографията на Иво е разгледана по-подробно, отколкото в повестта. Образът му е поставен във взаимоотношенията му с Лиза и с хора от пленническия лагер. Във филма се появяват и два нови персонажа. Първият е френският офицер Дьо Гревил, а другият е на поручик Варенов. Добавени са и няколко сцени, една от които е срещата на Лиза и войнишките вдовици в църквата. Лиза пали свещ, въпреки че не е изгубила мъжа си и не знае какво са глад и мизерия. Изведен в курсив е моментът, в който Лиза и една от вдовиците разменят мълчаливи погледи. Срещата в контражур на Иво и Лиза, открива мотива за светлината и мрака. Мотивът за светлината е изразен от силната и чиста любов между двамата, а мотивът за мрака от невъзможността да бъдат заедно. Филмът завършва със смъртта на Иво, който е застрелян. В повестта е отразена и смъртта на Лиза, която се самоубива.

## Критически отзиви
Филмът излиза през 1964 година и е режисьорският дебют на Въло Радев. Филмът пожънва големи успехи. Докато Въло Радев пише сценария, набелязва някои от актьорите. Първият е Наум Шопов за ролята на френския пленник, а Невена Коканова перфектно се вписва в образа на Лиза. За ролята на Иво Въло Радев иска да наеме актьор от Югославия. Но директорът на Студията за игрални филми Георги Йовков не е съгласен с тази идея: "Още не си започнал, а вече настройваш българските актьори срещу себе си...” Управлението на Кинематографията също се противопоставя на Въло Радев: “Киното е национално изкуство, то трябва да използва националния ни творчески потенциал! Но Въло Радев успява да защити позицията си и заминава за Белград. За ролята на Иво той набелязва двама актьори: Душко Яничевич и Раде Маркович. От пробните снимки с Душко Яничевич Въло Радев остава разочарован. Раде Маркович признава, че това е първата роля, която приема, без да е прочел сценария. Още преди да бъде излъчен в България, филмът е избран да участва в конкурсната програма на филмовия фестивал във Венеция. Въпреки че не печели награда, филмът получава отлични отзиви. Критикът Иван Стоянов: "Когато гледаш „Крадецът на праскови“, те обзема носталгия и меланхолия. Настроението ти е същото, както когато слушаш лирическа музика или гледаш красива картина. Няма думи, които да опишат чувствата, които изпитваш, докато слушаш музикална фраза или гледаш цветовете. Може да забравиш всичко за „Крадецът на праскови“, но атмосферата ще остане с теб". На кинофестивала във Варна Раде Маркович получава награда за мъжка роля, Невена Коканова – за женска, Георги Георгиев – за дебют и Мишо Михайлов за ролята на полковника. Филмът е отличен със специалната награда на журито, както и наградата на публиката.

## Актьорски състав
| Роля                                | Изпълнител          |
| ----------------------------------- | ------------------- |
| Иво Обретенович                     | Раде Маркович       |
| Елисавета                           | Невена Коканова     |
| Полковникът                         | Михаил Михайлов     |
| Дьо Гревил                          | Наум Шопов          |
| Ординарецът                         | Васил Вачев         |
| Варенов                             | Георги Георгиев     |
| Гандев                              | Иван Братанов       |
| Лефтеров                            | Иван Манов          |
| Поручик Пепеланов                   | Теодор Юруков       |
| Старият войник                      | Никола Дадов        |
| Вдовицата                           | Людмила Чешмеджиева |
| Ради                                | Ради Вълов          |
| Стефан Гълдуларов /заслужил артист/ |                     |
| Герасим Младенов                    |                     |
| Симеон Симеонов                     |                     |
| Георги Русев                        |                     |

## Творчески и технически екип
| Сценарий/Режисьор         | Въло Радев                                                                  |
| По едноименната повест на | Емилиян Станев                                                              |
| Оператор                  | Тодор Стоянов                                                               |
| Художник                  | Неделчо Нанев                                                               |
| Костюми                   | Ана Лъскова                                                                 |
| Музика                    | Симеон Пиронков                                                             |
| Звукооператор             | Иван Халачев                                                                |
| Грим                      | Кирил Траянов                                                               |
| Монтаж                    | Ана Манолова                                                                |
| Архитект                  | Виолета Йовчева                                                             |
| Консултант                | Тодор Добриянов                                                             |
| Редактори                 | Любен Станев Янко Янков                                                     |
| Асистент-режисьори        | Боян Маринчев Милка Сиракова                                                |
| Асистент-оператори        | Алеко Драганов Велчо Велчев                                                 |
| Организатори              | Сава Савов Йордан Наумов                                                    |
| Директор                  | Атанас Пападопулос                                                          |
| Distrbuted by             | БЪЛГАРСКА КИНЕМАТОГРАФИЯ СТУДИЯ ЗА ИГРАЛНИ ФИЛМИ „СОФИЯ“ /Copyright © 1964/ |

## Награди
- Специална награда на журито, награда за женска роля на Невена Коканова, награда за мъжка роля на Раде Маркович, Варна, 1964